# Theodore F. Morse
Theodore F. Morse (* 13. April 1873 in Washington, DC; † 25. Mai 1924 in New York City) war ein amerikanischer Komponist populärer Lieder.

## Biographie
Morse wurde in Washington, DC, geboren und an der Maryland Military & Naval Academy ausgebildet. Er studierte Geige und Klavier. Er und seine Frau Theodora Morse geb. Strandberg (als Terriss & Morse gelistet) waren eines der frühesten Songwriting-Teams von Mann und Frau in der amerikanischen Musik-Industrie.
Morse starb am 25. Mai 1924 in New York City an einer Lungenentzündung.
Sein Lied Blue Bell, the Dawn is Waking... wurde kurz nach dem Ersten Weltkrieg in Deutschland wegen seines Marschrhythmus populär. 1920 schrieb Erich Tessmer einen deutschen Text für das Lied, und somit wurde es vom Freikorps (Marine-Brigade Ehrhardt) aufgeführt. Dann benutzten die deutschen Sturmabteilungen es als ihren Marsch mit neuen Texten „Kamerad, reich mir die Hände“; eine andere Version des Textes wurde von ihren Gegnern verwendet, der Rotfront („Hunger in allen Gassen“). Als die Nazis an die Macht kamen, benutzten sie das Lied als Hitlerjugendmarsch mit einer neueren Version des Textes „Deutschland, du Land der Treue“.